# Niklas Dyrhaug
Niklas Dyrhaug, född 6 juli 1987, är en norsk längdåkare som har tävlat i världscupen sedan säsongen 2009. Han åkte förstasträckan när Norge tog VM-guld i stafett vid VM i Falun 2015.

### Fotnoter
1. ↑  ”Cross-Country - Athlete: Niklas Dyrhaug”. fis-ski.com. FIS. Arkiverad från originalet den 22 september 2014. https://web.archive.org/web/20140922184600/http://www.fis-ski.com/cross-country/athletes/athlete=dyrhaug-niklas-119224/index.html. Läst 27 februari 2015.
2. ↑  ”Norges åttonde raka - silver till Sverige”. falun2015.com. Falun 2015,FIS. Arkiverad från originalet den 1 mars 2015. https://web.archive.org/web/20150301165620/http://falun2015.com/norge-vinner-herrarnas-stafett/. Läst 27 februari 2015.